# Vægter
Fra gammel tid var en vægter en vagtmand, der opretholdt ro og orden om natten i en by. Vægtere var som regel bevæbnet med en morgenstjerne. Vægterne skulle også ved at synge vægtervers angive tiden på hvert timeslag. I København blev det første vægterkorps oprettet af Ole Rømer i 1683 med 68 mand. Vægterkorpsene i Danmark blev ophævet i 1863.